# Federação de Voleibol da Papua Nova Guiné
A Federação de Voleibol da Papua Nova Guiné  (em inglêsːPapua New Guinea Volleyball Federation, PNGVF) é  uma organização fundada em 1988 que governa a pratica de voleibol na Papua-Nova Guiné, sendo membro da Federação Internacional de Voleibol e da Confederação Asiática de Voleibol, a entidade é responsável por  organizar  os campeonatos nacionais de  voleibol masculino e feminino no país.